# فمینیسم سوسیالیستی
فمینیسم سوسیالیستی یکی از گرایش‌های فمینیسم است.
این نظریه وجود دو نظام مردسالاری و سرمایه‌داری، و تأثیر هر دو را بر نابرابری جنسیتی را می‌پذیرد. به همین دلیل اغلب نظریه‌ای «ثنویت‌گرا» در مقایسه با فمینیسم رادیکال و فمینیسم مارکسیستی نامیده می‌شود. فمینیست‌های سوسیالیست معتقدند مردسالاری مقوله‌ای فراتاریخی است، امّا در جامعه‌های سرمایه‌داری، مردسالاری شکل مشخصی به خود می‌گیرد و این دو نظام به نوعی ترکیب می‌شوند. آنان اعتقاد دارند جنس، طبقه، نژاد، سن و ملیت افراد همگی می‌توانند از عوامل ستم بر زنان باشند اما هیچ‌کدام از این عامل‌ها از دیگری اساسی‌تر نیست. شکل مشخص فرودستی زنان در جامعه‌های سرمایه‌داری مختص این نظام اقتصادی-اجتماعی است و فقدان آزادی زنان به دلیل کنترلی است که در حوزه‌های عمومی و خصوصی بر آنان وجود دارد. این فمینیست‌ها رهایی زنان را در گرو از بین رفتن تقسیم کار جنسی در همه حوزه‌ها می‌دانند. همچنین معتقد به پایان دادن شکلی از روابط اجتماعی هستند که مردم را به کارگر/سرمایه‌دار و زن/مرد تقسیم می‌کند.
جولیت میچل، هایدی هارتمن، و آلیسون جگر از جمله صاحب‌نظران اصلی این گرایش نظری هستند. مقالهٔ «ازدواج ناموفق فمینیسم و مارکسیسم» از هایدی هارتمن، یکی از آثار کلاسیک این نظریه است.